# Amy G. Remensnyder
Amy Goodrich Remensnyder (* 1960) ist eine US-amerikanische Historikerin.

## Leben
Sie erwarb ihren A.B. summa cum laude von der Harvard University, studierte an der Cambridge University und der École des hautes études en sciences sociales und promovierte zum PhD in Geschichte an der University of California, Berkeley. Sie kam 1993 als Assistenzprofessorin für Geschichte an die Brown University. 1995 zum Stephen Robert Assistant Professor ernannt, wurde sie 1998 zum Associate Professor und 2014 zum ordentlichen Professorin befördert.

## Schriften (Auswahl)
- Remembering kings past. Monastic foundation legends in medieval southern France. Ithaca 1995, ISBN 0-8014-2954-4.
- als Herausgeberin mit Celia Chazelle, Simon Doubleday und Felice Lifshitz: Why the Middle Ages matter. Medieval light on modern injustice. London 2012, ISBN 978-0-415-78064-3.
- La Conquistadora. The Virgin Mary at war and peace in the old and new worlds. Oxford 2014, ISBN 978-0-19-989300-3.